# Petros Bereketis
Petros Bereketis (en grec : Πέτρος Μπερεκέτης, ou Πέτρος ο Γλυκής ; né en 1665 (?) et mort en 1725 (?) à Constantinople) est un chantre et compositeur byzantin du XVIIe siècle.

## Biographie
Avec Panagiotes le Nouveau Chrysaphes, le prêtre Balasios et l'évêque Germanos de New Patra, il a été l'une des figures les plus influentes de l'évolution de l'art musical byzantin de l’ église orthodoxe après la chute de Constantinople en 1453. Pendant de nombreuses années, il a servi comme Protopsaltis (premier chantre) du Patriarcat œcuménique de Constantinople: St. Constantine Ypsomatheion,,,.
Petros Bereketis a enseigné la musique d'église byzantine sur le Mont Athos dans la République monastique du Mont-Athos.
Les œuvres subsistantes de Bereketis ont été transcrites à partir de l'ancien système de notation byzantin, en grande partie par Grégoire le Protopsaltis et son collègue Chrysanthos de Madytos au début du XVIIIe siècle. Ces transcriptions sont actuellement en cours de republication en plusieurs volumes par Charalambos Karakatsanis sous le titre Les Œuvres complètes de Petros Bereketis dans le cadre de sa série «Βυζαντινή Ποταμιής».
Les huit modes ou Octoéchos, le format de structure à deux chœurs employé par Bereketis dans son «O Theotokos et Vierge" est inspiré d'une composition similaire Plus honorable que les Chérubins de Constantin de Aghialos, écrit plusieurs siècles auparavant. Après Bereketis, ce style est devenu plus commun et a été utilisé à plusieurs reprises par les compositeurs qui suivirent, y compris Nikolaos de Smyrne dans deux ouvrages intitulés Nous avons vu la vraie lumière et Rose éternelle, le moine Ioasaph du monastère de Dionysiou sur le mont Athos; très lent Apolytikon des fêtes de l'église, Jean Protopsaltis, Theodore Phokaeus, Stephanos les Lambadarios et Chourmouzios l'archiviste de la Grande Église.
Il laisse des œuvres couvrant tous les genres liturgiques, y compris des chants pour les dimanches et les jours de la semaine, des doxologies, des chants de communion, des irmologions, des stichères, des hymnes cherubikon et des cantiques.